# Michael Cunningham
Michael Cunningham (* 6. listopadu 1952, Cincinnati, Ohio) je americký romanopisec a scenárista. Cunningham patří mezi nejprodávanější americké prozaiky. Věnuje se tématu sexuálních menšin. V roce 1999 získal Pulitzerovu cenu za svůj román Hodiny (v originále The Hours). Později na motivy knihy napsal scénář ke stejnojmennému filmu Hodiny z roku 2002.

## Život a vzdělání
Michael Cunningham se narodil ve městě Cincinnati v americkém státě Ohio. Dětství prožil v Pasadeně v Kalifornii, kde později také studoval na Stanfordově univerzitě. Vystudoval anglickou literaturu. Na univerzitě v Iowě navštěvoval kurzy tvůrčího psaní a získal zde titul magistra krásných umění (M.F.A.). Zde se také rozhodl pro dráhu spisovatele a publikoval své první krátké povídky v časopisech The Atlantic Monthly and the Paris Review.

## Kariéra
Po dokončení studií dále publikoval povídky v časopisech The Atlantic Monthly, Redbook, Esquire, The Paris Review, The New Yorker a Vogue.
V roce 1984 Debutoval románem Zlaté státy (Golden States). Kniha se nesetkala s výraznějším úspěchem. Ten přišel až s dalším románem Domov na konci světa (A Home at the End of the World) v roce 1990. Úryvek z díla pod názvem White Angel (Bílý anděl) vyšel již o dva roky dříve v The New Yorker a jako samostatná povídka se dostal do antologie nejlepších povídek roku 1989.
V roce 1995 vyšel Cunninghamův třetí román Flesh and Blood (Maso a krev). V roce listopadu 1998 vyšly The Hours (Hodiny), které mu v jediném roce získaly prestižní Pulitzerovu cenu v kategorii próza a také PEN/Faulkner Award a Gay, Lesbian, Bisexual, and Transgendered Book Award.
Na základě jeho knih Hodiny (The Hours) a Domov na konci světa (A Home at the End of the World) vznikly stejnojmenné filmy (The Hours v roce 2002 a Tři do páru v roce 2004). V druhém případě Michael Cunningham také napsal scénář.
Michael Cunningham pracuje na novém románu A Short Book About a Long Marriage. Jeho obsah zatím tají.
Mezi spisovateli, kteří ho nejvíc ovlivnili, nejčastěji cituje Virginii Woolfovou a její román Paní Dallowayová.

## Osobní život
V řadě rozhovorů z poslední doby Cunningham uvedl, že ačkoli je sám gay a ve všech svých dílech se zaměřuje na homosexuální osoby a témata, nechce být označován za gay spisovatele. Jeho knihy v podstatě pojímají homosexualitu jako danost a gay témata vkládají do kontextu soudobé společnosti jako celku.

## Ocenění
- 1989: Za povídku Bílý anděl (White Angel) získal cenu za nejlepší povídku Best American Short Stories
- 1995: Byl jedním z deseti recipientů ceny Whiting Award pro nadějné autory
- 1999: Za román Hodiny (The Hours) získal Pulitzerovu cenu v kategorii próza, PEN/Faulkner Award a Gay, Lesbian, Bisexual, and Transgender Book Award
- 2011: Získal italskou literární cenu Fernanda Pivano pro americké spisovatele

## Michael Cunningham v Česku
Cunningham navštívil Českou republiku třikrát - v letech 2006, 2010 a 2019. Ve všech případech byl hostem Festivalu spisovatelů Praha.

## Dílo
- Golden States, 1984
- White Angel, 1989
- A Home at the End of the World, 1990 (česky Domov na konci světa, 2005, ISBN 80-207-1188-0)[8] – roku 2004 zfilmováno
- Flesh and Blood, 1995 (česky Tělo a krev, 2014, ISBN 978-80-207-1547-0)[9]
- Kindred, 1995
- The Hours, 1998 (česky Hodiny, 2004, ISBN 80-207-1112-0)[10] – roku 2002 zfilmováno
- Land's End: A Walk through Provincetown, 2002 (cestopis)
- Specimen Days, 2005 (česky Vzorové dny, 2006, ISBN 80-207-1214-3)[11]
- By Nightfall, 2010 (česky Za soumraku, 2011, ISBN 978-80-207-1369-8)[12]
- The Snow Queen, 2014 (česky Sněhová královna, 2015, ISBN 978-80-207-1625-5)[13]
- A Wild Swan and Other Tales, 2015 (česky Divoká labuť a jiné příběhy, 2016, ISBN 978-80-269-0466-3)[14]

#### Ukázky děl
- Michael Cunningham: Sněhová královna ukázka na Festival spisovatelů Praha
- Ukázka z knihy Vzorové dny na Festivalu spisovatelů Praha
- Ukázka z románu Hodiny na stránkách Festivalu spisovatelů Praha

#### Recenze
- Recenze románu Sněhová královna na iLiteratura.cz, 13.8.2015